# Elizabeth Allen (actrice)
Pour les articles homonymes, voir Allen et Elizabeth Allen.
Ne pas confondre avec l'actrice anglaise Elizabeth Allan (1908-1990).

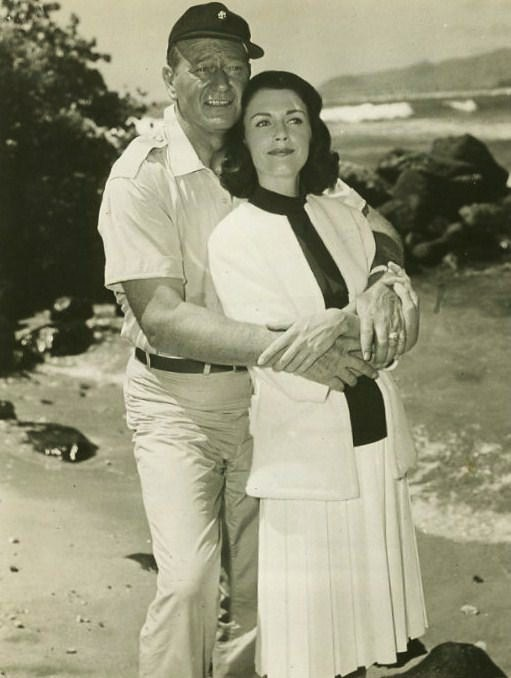
Avec John Wayne, dans La Taverne de l'Irlandais (1963, photo promotionnelle)

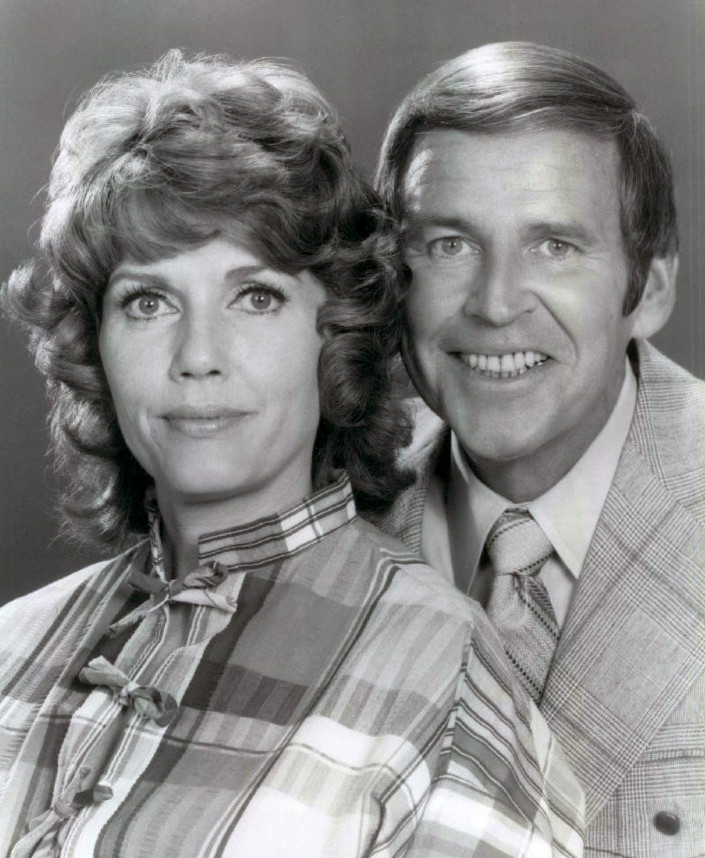
Avec Paul Lynde, dans The Paul Lynde Show (1972)

Elizabeth Allen est une actrice américaine, de son vrai nom Elizabeth Ellen Gillease, née le 25 janvier 1929 à Jersey City (New Jersey), morte le 19 septembre 2006 à Fishkill (État de New York).

## Biographie
Au théâtre, sous le pseudonyme d'Elizabeth Allen, elle débute à Broadway (New York) dans la pièce Romanoff and Juliet (en) de (et avec) Peter Ustinov, représentée d'octobre 1957 à septembre 1958. Toujours à Broadway, elle contribue par la suite à quatre comédies musicales, la première en 1961-1962 (The Gay Life (en), sur une musique d'Arthur Schwartz, avec Jules Munshin), la dernière en 1983 (42e Rue, sur une musique d'Harry Warren, avec Jerry Orbach).
Au cinéma, elle apparaît dans seulement six films américains. Le premier est Du haut de la terrasse de Mark Robson, sorti en 1960, avec Paul Newman et Joanne Woodward. Le dernier est Opération clandestine de Blake Edwards, sorti en 1972, avec James Coburn et Jennifer O'Neill. Dans l'intervalle, elle collabore notamment à deux films de John Ford, La Taverne de l'Irlandais (1963, avec John Wayne et Lee Marvin) et Les Cheyennes (1964, avec Richard Widmark et Carroll Baker).
À la télévision, entre 1960 et 1982, Elizabeth Allen joue dans un téléfilm (1979) et trente-sept séries, dont La Quatrième Dimension (1960, un épisode), Le Fugitif (1963-1966, trois épisodes) et Bracken's World (en) (1969-1970, intégrale). Son dernier rôle au petit écran, dans le feuilleton Haine et Passion, est celui du Dr Gwen Hardin, lors d'épisodes qui ont été diffusés en 1983.

## Théâtre (à Broadway)
(comédies musicales, sauf mention contraire)
- 1957-1958 : Romanoff and Juliet (en), pièce de Peter Ustinov, mise en scène de George S. Kaufman, avec Fred Clark, Jack Gilford, Natalie Schafer, Peter Ustinov
- 1961-1962 : The Gay Life, musique d'Arthur Schwartz, lyrics d'Howard Dietz, livret de Fay et Michael Kanin, d'après la pièce Anatol d'Arthur Schnitzler, décors d'Oliver Smith, mise en scène des numéros musicaux d'Herbert Ross, avec Jules Munshin, Walter Chiari, Barbara Cook
- 1965 : Do I Hear a Waltz ?, musique et production de Richard Rodgers, lyrics de Stephen Sondheim, livret d'Arthur Laurents, d'après sa pièce The Time of the Cuckoo, chorégraphie d'Herbert Ross, avec Sergio Franchi
- 1967 : Sherry !, musique de Laurence Rosenthal, lyrics et livret de James Lipton, d'après la pièce The Man Who Came to Dinner de George S. Kaufman et Moss Hart, mise en scène de Morton DaCosta, avec Dolores Gray, Clive Revill
- 1983 : 42e Rue (42nd Street), musique d'Harry Warren, lyrics d'Al Dubin, livret de Michael Stewart (en) et Mark Bramble (en), d'après le roman éponyme de Bradford Ropes, mise en scène et chorégraphie de Gower Champion, costumes de Theoni V. Aldredge, avec Jerry Orbach

## Filmographie

### Au cinéma (intégrale)
- 1960 : Du haut de la terrasse (From the Terrace) de Mark Robson
- 1963 : La Taverne de l'Irlandais (Donovan's Reef) de John Ford
- 1963 : Le Seigneur d'Hawaï (Diamond Head) de Guy Green
- 1964 : Les Cheyennes (Cheyenne Autumn) de John Ford
- 1971 : Star Spangled Girl (en) de Jerry Paris
- 1972 : Opération clandestine (The Carey Treatment) de Blake Edwards

### À la télévision (sélection)
(séries, sauf mention contraire)
- 1960 : La Quatrième Dimension (The Twilight Zone)
  - Saison 1, épisode 34 Neuvième Étage (The After Hours) de Douglas Heyes
- 1960 : Échec et mat (Checkmate)
  - Saison 1, épisode 12 The Murder Game de Douglas Heyes
- 1961 : Route 66 (titre original)
  - Saison 1, épisode 23 Most Vanquished, Most Victorious
- 1963 : Suspicion (The Alfred Hitchcock Hour)
  - Saison 1, épisode 15 The Thirty-First of February d'Alf Kjellin
- 1963-1964 : L'Homme à la Rolls (Burke's Law), première série
  - Saison 1, épisode 1 Who Killed Holly Howard ? d'Hy Averback (1963) et épisode 17 Who Killed His Name ? (1964) de Don Taylor
- 1963-1966 : Le Fugitif (The Fugitive)
  - Saison 1, épisode 13 Terror at High Point (1963) de Jerry Hopper
  - Saison 2, épisode 12 Detour on a Road Going Nowhere (1964) de Ralph Senensky
  - Saison 4, épisode 14 The Evil Men Do (1966) de Jesse Hibbs
- 1966 : Des agents très spéciaux (The Man from U.N.C.L.E.)
  - Saison 2, épisode 19 Quitte ou double (The Waverly Ring Affair) de John Brahm
- 1966 : Le Jeune Docteur Kildare (Dr Kildare)
  - Saison 5, épisode 42 A Few Hearts, A Few Flowers, épisode 43 Some Tales for Halloween, épisode 44 I Can Hear the Ice Melting et épisode 45 No Other Road
- 1966 : Sur la piste du crime (The F.B.I.)
  - Saison 2, épisode 14 The Death Wind de Ralph Senensky
- 1969 : Le Grand Chaparral (The High Chaparral)
  - Saison 2, épisode 18 The Glory Soldiers
- 1969-1970 : Bracken's World (en)
  - Saisons 1 et 2, 41 épisodes : Laura Deane
- 1971 : Mannix
  - Saison 5, épisode 6 Au-delà du souvenir (Days Beyond Recall) de Jud Taylor
- 1974 : Kojak, première série
  - Saison 1, épisode 21 Dynamito-thérapie (Therapy in Dynamite) de Leo Penn
- 1975 : Cannon
  - Saison 5, épisode 1 Vendetta (Nightmare) de Paul Stanley
- 1976 : Barnaby Jones
  - Saison 4, épisode 18 Silent Vendetta de Walter Grauman
- 1979 : No Other Love, téléfilm de Richard Pearce
- 1979 : Buck Rogers au XXVe siècle (Buck Rogers in the 25th Century)
  - Saison 1, épisode 6 Alerte au gaz (Return of the Fighting 69th)
- 1983 : Haine et Passion (The Guiding Light), feuilleton : Dr Gwen Harding (épisodes non-spécifiés)